# Rubus grossus
Rubus grossus är en rosväxtart som beskrevs av Heinrich E. Weber. Rubus grossus ingår i släktet rubusar, och familjen rosväxter. Inga underarter finns listade i Catalogue of Life.